# Peek-a-boo (style de boxe)
Pour le jeu appelé « peek-a-boo » en anglais, voir Coucou (jeu).
Le peek-a-boo est un style de boxe qui tire son nom de la position défensive des mains, qui sont placées devant le visage du boxeur, comme dans le jeu de bébé du même nom. Le combattant tient ses gants près de ses joues et serre ses bras contre son torse afin de protéger sa mâchoire et son buste. L'un des principaux partisans de ce style était l'entraîneur Cus D'Amato, qui n'a pas utilisé le terme peek-a-boo mais préférait le terme de « défense serrée » (Tight defense en anglais). Ce style a été critiqué par certains, pensant qu'une attaque efficace n'était pas possible avec ce style de boxe.
Ce style de boxe repose sur la contre-attaque et la vitesse, et suppose de mettre une pression sur l’adversaire.

## Concept
Le principe clé du peek-a-boo est construit sur le concept de « mauvaises intentions » (comprendre mettre K.-O. l'adversaire), concept développé par Cus D'Amato. L'idée générale est que les pratiquants de peek-a-boo sont des boxeurs qui utilisent des techniques de contres en mettant la pression sur leur adversaire. Contrairement aux techniques habituelles de contres qui nécessitent souvent de reculer ou d'utiliser des coups avec une distance de sécurité, les boxeurs utilisant ce style avancent sur leur adversaire et le chargent constamment avec beaucoup d'agressivité. L'idée est de pousser l'adversaire à lancer des coups de poing pour contrer l'avancée et à commettre ainsi des erreurs que le boxeur peek-a-boo va chercher à exploiter en utilisant les ouvertures et en variant les angles d'attaque. 
Le peek-a-boo est un style de boxe qui permet à des boxeurs de petit gabarit de battre des adversaires plus grands qu'eux en profitant des effets de surprise. 

### Mouvement des mains et du haut du corps

#### La garde
Le peek-a-boo est d'abord et avant tout un style défensif basé sur l'esquive. La boxe peek-a-boo suppose de placer les mains et les avant-bras devant le visage et le poing au niveau du nez et des yeux,. Il convient également de positionner les bras et les coudes de manière à protéger le foie avec le bras droit et le plexus solaire avec le bras gauche ainsi que les côtes flottantes. Le boxeur devra également garder son menton bas et collé à sa poitrine aussi souvent que possible afin de maximiser sa défense. 

#### Les esquives
Le style suppose que le boxeur soit capable d'effectuer des mouvements rapides du cou ainsi que des esquives rapides afin d'empêcher l'adversaire de déceler des habitudes et donc de tendre des pièges ou de programmer des attaques. Il est donc nécessaire de maîtriser à la perfection les manœuvres défensives classiques : retrait du buste, esquive rotative, esquive latérale, pivot. 
Le boxeur utilise également les mouvements de la tête d'un côté à l'autre et le balancement (mouvement du tronc vers la gauche) afin d'avoir la tête loin de portée des coups adverses ou le corps dans une situation favorable.

### Jeu de jambes
D'une manière générale, le jeu de jambe n'est pas particulièrement observé par les spectateurs, qui ont tendance à observer les mouvements du haut du corps et les poings. Toutefois, il est nécessaire d'avoir un bon jeu de jambes afin d'être efficace dans ses déplacements et d'obtenir des coups puissants avec un effet de levier.
Le jeu de jambes, très complexe, a plusieurs buts. Il vise à réduire la distance entre le boxeur et son adversaire, à déborder l'adversaire, à réduire ses possibilités de s'échapper par des pivots, à annuler son avantage de portée et à créer des angles d'attaque.
Pour pouvoir esquiver et contrer les coups de l'adversaire, le boxeur doit adopter une position neutre ou quasi neutre, en plaçant son bassin de manière qu'il soit parallèle à celui de son adversaire. Cela permet d'avoir plus d'espace et d'amplitude ainsi qu'un avantage de placement : les boxeurs conventionnels ont moins l'habitude de se retrouver dans ce type de position que les boxeurs peek-a-boo. Le mouvement pelvien peek-a-boo donne également l'élan pour les uppercuts avec la rotation de la hanche.
Comme le jeu de jambes peek-a-boo nécessite des changements réguliers de position et éventuellement de gardes, les boxeurs ambidextres ont tendance à l'emporter sur les droitiers et les gauchers. 

### Les attaques
Un combattant utilisant le style peek-a-boo va chercher à s'approcher de son adversaire jusqu'à être en mesure de le frapper par des combinaisons rapides, qui auront bien souvent été automatisées à l'entrainement et qui visent à déborder l'adversaire. Les combinaisons doivent allier des impacts « corps-corps-tête » ou « corps-tête-corps ». 
Le boxeur utilise de manière abondante le coup de poing direct du bras avant. Il convient de faire suivre à chaque manœuvre offensive d’une manœuvre défensive de façon préventive afin d'éviter les contres. 
Le style peek-a-boo permet au boxeur d'obtenir une protection globale qui lui permet de tenter des manœuvres offensives qui sont considérées comme dangereuses. Il est ainsi possible d'attaquer un adversaire qui se situe à moyenne ou à longue distance au moyen d’un crochet accompagné d’un step in, sans faire précéder le crochet d’un jab. 
Les attaques au corps occupent une place importante. D'une part, le corps est une cible beaucoup plus large où se trouvent plusieurs organes vitaux, dont le foie. D'une autre, le corps ne peut bouger avec la même liberté que la tête afin d’esquiver les frappes. Les contre-attaques en angle (45°) sont à privilégier car elles sont idéales pour contre-attaquer mais également pour se protéger. 
En situation de corps-à-corps, le boxeur peek-a-boo lance des rafales de crochets visant à mettre K.-O. son adversaire. Il ne s'expose que modérément à des contre-attaques, car son arsenal défensif lui permet, dans l'immense majorité des cas, de se protéger efficacement des répliques de son adversaire ou, du moins, de sortir gagnant de l'échange. 

### Les contres possibles
Le boxeur doit être vigilant aux contres qu'il peut recevoir en retour, à savoir des uppercuts ascendants ou des crochets descendants. 
Le style peek-a-boo requiert une excellente condition physique afin de pouvoir attaquer et esquiver sans relâche. Cette garde a donc tendance à convenir davantage aux plus jeunes boxeurs (surtout ceux plus petits, compacts et mobiles). 

## Boxeurs connus ayant pratiqué lepeek-a-boo
- Teddy Atlas, en tant que boxeur puis en tant qu'entraîneur après la découverte de sa maladie de la colonne vertébrale. Il a notamment entraîné :
  - Donny Lalonde ;
  - Shannon Briggs ;
  - Michel Moorer ;
  - Michael Grant ;
  - Alexandre Povetkine ;
  - Timothée Bradley ;
  - Oleksandr Gvozdyk.
- Joey Hadley, meilleur boxeur amateur américain des poids moyens en 1973.
- Buster Mathis, formé pendant plusieurs années au début de sa carrière professionnelle par Cus D'Amato.
- Floyd Patterson, le premier combattant à utiliser efficacement le peek-a-boo, devenant médaillé d'or olympique et double champion du monde des poids lourds. Il est également le premier homme à avoir regagné le championnat des poids lourds. Muhammad Ali a déclaré que Patterson faisait partie des quatre meilleurs boxeurs qu'il a affrontés (avec Sonny Liston, Joe Frazier et George Foreman), en précisant que Patterson était celui qui, sur le plan purement technique, possédait les meilleures compétences.
- Tracy Harris Patterson.
- Kevin Rooney, l'ancien entraîneur de Mike Tyson, est un expert en boxe peek-a-boo, ayant déjà été champion des Golden Gloves. Il a également entrainé :
  - Omar Cheika ;
  - Vinny Pazienza.
- José Torres, qui a été entraîné et dirigé par D'Amato, a remporté la médaille d'argent aux Jeux olympiques d'été de 1956 à Melbourne et a remporté le titre mondial des poids lourds légers en battant Willie Pastrano.
- Mike Tyson, qui est probablement l'exemple le plus célèbre d'utilisation du style, était connu pour son incroyable capacité de frappe et son excellente défense[9],[5].